# Bartołty Małe
Bartołty Małe [pronunciación en polaco: /barˈtɔu̯tɨ ˈmawɛ/] (en alemán: Klein Bartelsdorf) es un pueblo ubicado en el distrito administrativo de Gmina Barczewo, dentro del Condado de Olsztyn, Voivodato de Varmia y Masuria, en Polonia del norte.
Bartołty Małe se encuentra aproximadamente 10 kilómetros al este de Barczewo y a 23 kilómetros al este de la capital regional Olsztyn.
El pueblo tiene una población de 70 habitantes.